# اوتا روهلاندر
اوتا روهلاندر (آلمانی: Uta Rohländer؛ زادهٔ ۳۰ ژوئن ۱۹۶۹) دونده سرعت زن اهل آلمان بود.